# 农业资源与环境专业
农业资源与环境专业（Agricultural Resources and Environment）是一门以学习和研究土、水、气和养分（肥料）等农业环境资源开发、利用与保护的基本理论和实用技术的学科。此专业发展主要目标一是通过土壤改良和植物营养调控，不断改善、促进和维护优质、高产和高效的农业生产；二是通过对以土壤和水体为核心的物质循环和生态功能变化分析，寻求控制、减缓和治理环境污染的方法和技术体系。所以，它的学习内容既包括农业生产的基础理论和农业资源开发的基本技术，又注重物质循环自然科学基础和环境污染过程控制和治理技术。

## 核心课程[1]
- 土壤学
- 土壤改良与水土保持
- 植物营养学
- 植物营养诊断与施肥
- 普通地质学
- 土壤与环境分析
- 农产品检测与农化分析
- 肥料制造与加工
- 环境资源信息系统
- 数字农业
- 资源调查与评价
- 水资源利用与保护
- 环境资源模型
- 产地环境与农产品安全
- 环境修复原理与技术
- 废弃物资源化技术
- 环境与资源综合实验

## 中国大陆设系学府
- 北京农学院
- 河北农业大学
- 山西农业大学
- 内蒙古农业大学
- 内蒙古民族大学
- 沈阳农业大学
- 吉林大学
- 吉林农业大学
- 黑龙江大学
- 黑龙江八一农垦大学
- 东北农业大学
- 南京信息工程大学
- 南京农业大学
- 浙江大学
- 浙江海洋大学
- 浙江农林大学
- 安徽农业大学
- 福建农林大学
- 江西农业大学
- 山东农业大学
- 青岛农业大学
- 河南农业大学
- 河南科技学院
- 长江大学
- 华中农业大学
- 湖北工程学院
- 湖南农业大学
- 广东海洋大学
- 海南大学
- 广西大学
- 四川农业大学
- 西南大学
- 贵州大学
- 云南农业大学
- 西南林业大学
- 西藏农牧学院
- 西藏大学
- 渭南师范学院
- 甘肃农业大学
- 陇东学院
- 青海大学
- 宁夏大学
- 塔里木大学
- 新疆农业大学
- 石河子大学
- 河北科技师范学院
- 安徽科技学院
- 玉溪师范学院
- 山西农业大学信息学院
- 贵州师范学院

## 马来西亚设系学府
- 拉曼大学